# Merdanja
Merdanja (Bulgaars: Мерданя) is een dorp in het noordoosten van Bulgarije. Het is gelegen in de gemeente Ljaskovets in de oblast Veliko Tarnovo. Het dorp ligt hemelsbreed 12 km van de stad Veliko Tarnovo en 204 km ten noordoosten van de hoofdstad Sofia. 

## Bevolking
|  |

Van de 591 inwoners reageerden 578 op de optionele volkstelling van februari 2011. Van deze 578 respondenten identificeerden 572 personen zichzelf als etnische Bulgaren (99%). Verder werden er 5
Bulgaarse Turken (0,9%) en 1 ondefinieerbare persoon (0,1%) geregistreerd.